# Região Metropolitana do Norte-Nordeste Catarinense
A  Região Metropolitana Norte-Nordeste Catarinense era uma região metropolitana brasileira. Criada pela lei complementar estadual n° 162 de 1998, foi extinta pela lei complementar estadual n° 381 de 2007 e restituída pela lei complementar estadual n° 495 de 2010, posteriormente alterada pela lei complementar estadual n° 523 de 2010, institui as regiões metropolitanas. Tinha como sede a cidade de Joinville. Considerando-se apenas o núcleo urbano, formado por  Joinville e Araquari, municípios conturbados que formavam de fato uma única área urbana, a população em 2022 era de 661.686. A população total da região, inclui municípios distantes sem nenhuma conurbação entre eles que compunham a área de expansão, chega a  1.480.751 de habitantes, sendo a região metropolitana de Santa Catarina que tinha maior concentração industrial do estado. Foi colonizada principalmente por alemães, ucranianos, noruegueses, italianos, suíços, portugueses e poloneses. A região possuí uma alta qualidade de vida, com cidades que estão entre as de maiores IDHs do Brasil.[carece de fontes?]
Com a nova Lei Complementar 788 de 2021, a Região Metropolitana Norte-Nordeste Catarinense foi desmembrada em três regiões metropolitanas, sendo elas as regiões Metropolitanas de Joinville, de Jaraguá do Sul e do Planalto Norte.

## Municípios

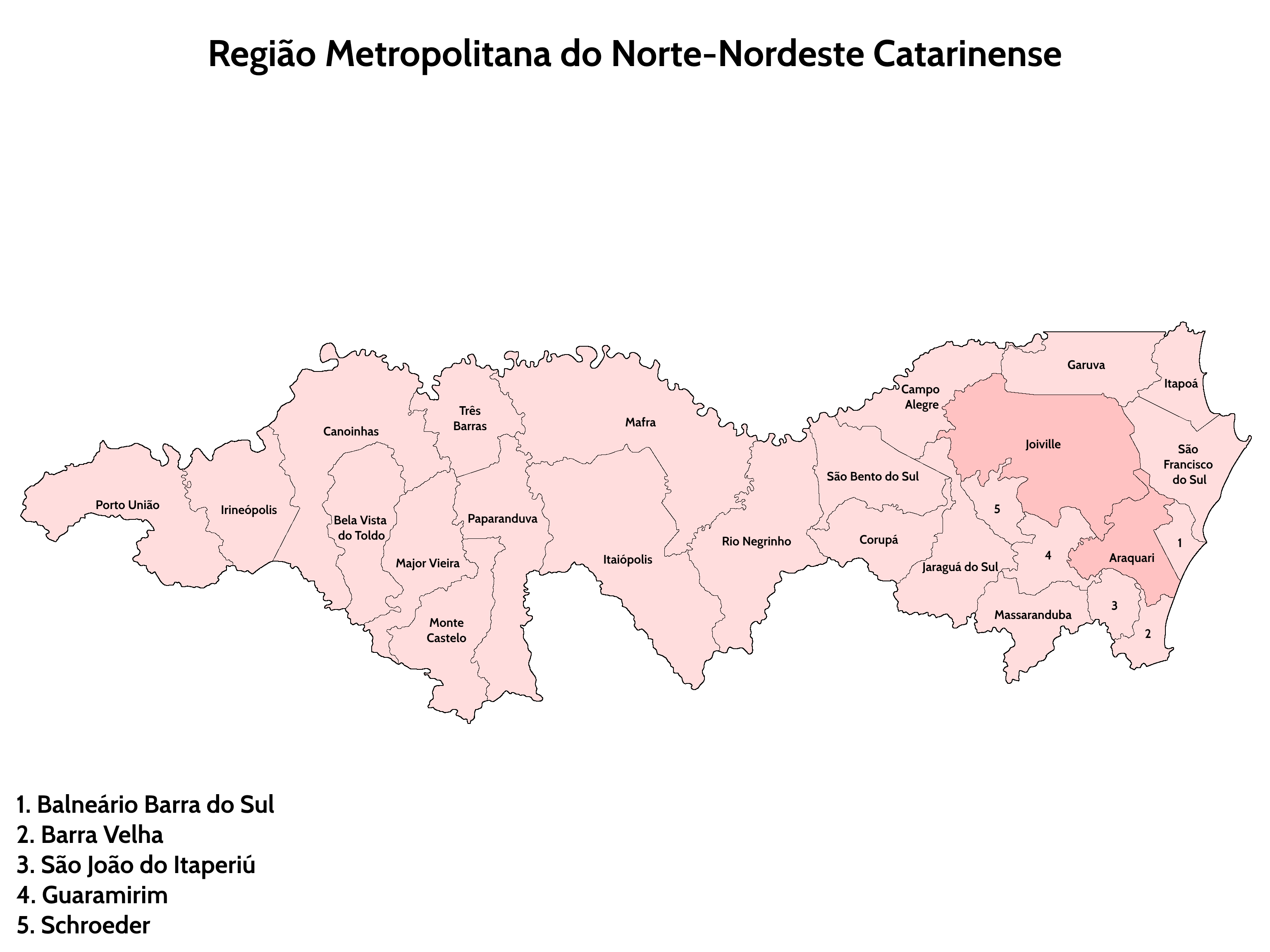
Mapa da Região Metropolitana do Norte-Nordeste Catarinense, mostrando também a sua área de expansão.

Eram um total de 26 municípios, sendo que 24 desses faziam parte da região de expansão, enquanto Joinville e Araquari faziam parte da factual região metropolitana.
| Município              | Anexado em             | Legislação           |
| ---------------------- | ---------------------- | -------------------- |
| Araquari               | 6 de janeiro de 1998   | Lei complementar 162 |
| Joinville              | 6 de janeiro de 1998   | Lei complementar 162 |
| Área de expansão       |                        |                      |
| Balneário Barra do Sul | 6 de janeiro de 1998   | Lei complementar 162 |
| Barra Velha            | 6 de janeiro de 1998   | Lei complementar 162 |
| Bela Vista do Toldo    | 17 de dezembro de 2010 | Lei complementar 523 |
| Campo Alegre           | 6 de janeiro de 1998   | Lei complementar 162 |
| Canoinhas              | 17 de dezembro de 2010 | Lei complementar 523 |
| Corupá                 | 6 de janeiro de 1998   | Lei complementar 162 |
| Garuva                 | 6 de janeiro de 1998   | Lei complementar 162 |
| Guaramirim             | 6 de janeiro de 1998   | Lei complementar 162 |
| Irineópolis            | 17 de dezembro de 2010 | Lei complementar 523 |
| Itaiópolis             | 6 de janeiro de 1998   | Lei complementar 162 |
| Itapoá                 | 6 de janeiro de 1998   | Lei complementar 162 |
| Jaraguá do Sul         | 6 de janeiro de 1998   | Lei complementar 162 |
| Mafra                  | 6 de janeiro de 1998   | Lei complementar 162 |
| Major Vieira           | 17 de dezembro de 2010 | Lei complementar 523 |
| Massaranduba           | 6 de janeiro de 1998   | Lei complementar 162 |
| Monte Castelo          | 6 de janeiro de 1998   | Lei complementar 162 |
| Papanduva              | 6 de janeiro de 1998   | Lei complementar 162 |
| Porto União            | 17 de dezembro de 2010 | Lei complementar 523 |
| Rio Negrinho           | 6 de janeiro de 1998   | Lei complementar 162 |
| São Bento do Sul       | 6 de janeiro de 1998   | Lei complementar 162 |
| São Francisco do Sul   | 6 de janeiro de 1998   | Lei complementar 162 |
| São João do Itaperiú   | 6 de janeiro de 1998   | Lei complementar 162 |
| Schroeder              | 6 de janeiro de 1998   | Lei complementar 162 |
| Três Barras            | 17 de dezembro de 2010 | Lei complementar 523 |

## Dados gerais
| Município                     | Área (em km²)    | População Absoluta (IBGE/2022) | Densidade (hab. por km²; IBGE/2010) | Estimativa Populacional (IBGE/2018) | Produto Interno Bruto (PIB) Nominal (IBGE/2010) | PIB Nominal per capita (IBGE/2010) | Índice de Desenvolvimento Humano Municipal (IDH-M; PNUD/2010) |
| Área de expansão              | Área de expansão | Área de expansão               | Área de expansão                    | Área de expansão                    | Área de expansão                                | Área de expansão                   | Área de expansão                                              |
| ----------------------------- | ---------------- | ------------------------------ | ----------------------------------- | ----------------------------------- | ----------------------------------------------- | ---------------------------------- | ------------------------------------------------------------- |
| Araquari                      | 392,71           | 45.369                         | 115,52                              | 36.710                              | R$297,25 milhões                                | R$11.981,00                        | 0,703 - alto                                                  |
| Joinville                     | 1.120,81         | 616.317                        | 549,88                              | 583.144                             | R$18,47 bilhões                                 | R$35.844,00                        | 0,809 - muito alto                                            |
| Balneário Barra do Sul        | 110,21           | 14.912                         | 135,30                              | 10.550                              | R$77,36 milhões                                 | R$9.176,00                         | 0,716 - alto                                                  |
| Barra Velha                   | 141,81           | 45.369                         | 319,92                              | 28.463                              | R$278,00 milhões                                | R$12.418,00                        | 0,738 - alto                                                  |
| Campo Alegre                  | 497,55           | 12.501                         | 25,12                               | 11.974                              | R$141,79 milhões                                | R$12.069,00                        | 0,714 - alto                                                  |
| Corupá                        | 405,22           | 15.267                         | 37,67                               | 15.709                              | R$185,74 milhões                                | R$13.408,00                        | 0,780 - alto                                                  |
| Garuva                        | 503,81           | 18.545                         | 36,80                               | 17.800                              | R$262,08 milhões                                | R$17.754,00                        | 0,725 - alto                                                  |
| Guaramirim                    | 268,05           | 46.711                         | 174,26                              | 43.822                              | R$1,13 bilhão                                   | R$32.127,00                        | 0,751 - alto                                                  |
| Itaiópolis                    | 1.296,99         | 22.051                         | 17,00                               | 21.556                              | R$285,44 milhões                                | R$14.060,00                        | 0,708 - alto                                                  |
| Itapoá                        | 242,69           | 30.750                         | 126,70                              | 19.963                              | R$120,36 milhões                                | R$8.152,00                         | 0,761 - alto                                                  |
| Jaraguá do Sul                | 532,80           | 182.660                        | 342,83                              | 174.158                             | R$4,80 bilhões                                  | R$33.773,00                        | 0,803 - muito alto                                            |
| Mafra                         | 1.406,31         | 55.286                         | 39,31                               | 56.017                              | R$866,33 milhões                                | R$16.373,00                        | 0,777 - alto                                                  |
| Massaranduba                  | 375,05           | 17.162                         | 45,75                               | 16.704                              | R$233,21 milhões                                | R$15.892,00                        | 0,774 - alto                                                  |
| Monte Castelo                 | 562,33           | 7.736                          | 13,75                               | 8.280                               | R$92,23 milhões                                 | R$11.050,00                        | 0,675 - médio                                                 |
| Papanduva                     | 762,24           | 19.150                         | 25,12                               | 19.218                              | R$256,11 milhões                                | R$14.285,00                        | 0,704 - alto                                                  |
| Rio Negrinho                  | 909,69           | 39.261                         | 43,15                               | 42.106                              | R$543,70 milhões                                | R$13.845,00                        | 0,738 - alto                                                  |
| São Bento do Sul              | 495,53           | 83.277                         | 168,05                              | 83.576                              | R$1,504 bilhão                                  | R$20.106,00                        | 0,782 - alto                                                  |
| São Francisco do Sul          | 372,69           | 52.674                         | 141,33                              | 51.677                              | R$3,16 bilhões                                  | R$74.317,00                        | 0,762 - alto                                                  |
| São João do Itaperiú          | 151,20           | 4.463                          | 29,51                               | 3.707                               | R$49,56 milhões                                 | R$14.427,00                        | 0,738 - alto                                                  |
| Schroeder                     | 143,91           | 19.746                         | 137,210                             | 20.728                              | R$179,17 milhões                                | R$11.698,00                        | 0,769 - alto                                                  |
| Norte-Nordeste Catarinense RM | 10.691,60        | 1.480.750                      | 138,49                              | 1.265.862                           | R$32,94 bilhões                                 | R$30.130,00                        | 0,746 - alto                                                  |

## Transporte coletivo
O transporte coletivo na Região Metropolitana do Norte-Nordeste Catarinense era composto basicamente por ônibus, sendo utilizado largamente para deslocamento da população residente nos municípios que abrangiam a região metropolitana.
Ele podiam ser dividido em:
- Linhas municipais urbanas de Joinville (Sistema Integrado de Transporte, com 10 terminais) é operado pelas empresas Gidion Transporte e Turismo Ltda. (antiga Transgidion, Transporte e Turismo Gidion Ltda., Gidion S/A Transporte e Turismo) e Transporte e Turismo Santo Antônio Ltda. – Transtusa (antiga Empresa de Ônibus Santa Catarina).
- Linhas municipais urbanas de Araquari é operado pela empresa Viação Verdes Mares Ltda.
- Linhas municipais urbanas de São Francisco do Sul é operado pela empresa Viação Verdes Mares Ltda.
- Linhas municipais urbanas de Garuva é operado pela empresa Garuva Transporte e Turismo Ltda. – Garuvatur.
- Linhas municipais urbanas de Itapoá é operado pela empresa Transita Transportes
- Linhas municipais urbanas de Guaramirim é operado pela empresa Viação Canarinho Ltda.
- Linhas municipais urbanas de Schroeder é operado pela empresa Transpantanal Transportes de Passageiros Ltda.
- Linhas municipais urbanas de Jaraguá do Sul é operado pela empresa Viação Canarinho Ltda.
- Linhas municipais urbanas de Corupá é operado pela empresa Hansatur Transporte e Turismo Ltda.
- Linhas municipais urbanas de São Bento do Sul (Sistema Integrado de Transporte, com 4 terminais) é operado pela empresa Coletivos Rainha Ltda.
- Linhas municipais urbanas de Rio Negrinho (Sistema Integrado de Transporte, com 1 terminal) é operado pela empresa Transporte e Turismo Santo Antônio Ltda. – Transtusa
- Linhas municipais urbanas de Mafra é operado pelas empresas Viação Santa Clara Ltda. e Viação Ello Ltda. – Ellotur Turismo
- Linhas intermunicipais urbanas é operado pelas empresas Viação Verdes Mares Ltda., Viação Canarinho Ltda., Transpantanal Transportes de Passageiros Ltda., Viação Nossa Senhora dos Navegantes Ltda., Viação Santa Clara Ltda.
- Linhas intermunicipais rodoviárias é operado pelas empresas Auto Viação Catarinense Ltda., Empresa Boqueron S.R.L., Auto Viação 1001 Ltda., Empresa Santo Anjo da Guarda Ltda., Reunidas S.A. Transportes Coletivos, Real Transporte e Turismo S.A., Empresa União de Transportes Ltda., Pluma Conforto e Turismo S.A., Empresa União Cascavel de Transporte e Turismo Ltda. – Eucatur, Viação Itapemirim S.A., Brasil Sul Linhas Rodoviárias Ltda., Unesul de Transportes Ltda., Transporte e Turismo Santo Antônio Ltda. – Transtusa, Viação Verdes Mares Ltda., Viação Canarinho Ltda., Expresso Presidente Getúlio Ltda., Empresa de Ônibus Massarandubatur Ltda., Viação Graciosa Ltda., Viação Sudoeste Transportes e Turismo Ltda., Expresso Maringá Ltda., Empresa Princesa do Norte S.A., Expresso São Bento Ltda.